# Visiera (armatura)
La visiera (fr. visière; en. visor; de.  Helmsturz) era quella parte dell'elmo che copriva il viso, alzandosi ed abbassandosi tramite uno o più perni d'aggancio che la assicuravano al coppo. Sviluppa in Europa nel corso del Medioevo negli elmi di tipo bacinetto, superando il modello "classico" dell'elmo che garantiva protezione al viso tramite pronunciate paragnatidi (v. elmo corinzio) o vere e proprie maschere, più o meno pronunciate (v. elmo vichingo), agganciate al coppo. Era costituita da un pezzo di metallo (ferro o acciaio) sagomato, dotato di fori e fessure per permettere al portatore di vedere e respirare. Nel corso del XV secolo talune tipologie di elmo (elmo chiuso e celata) disponevano di due visiere agganciate ai medesimi perni.
Nell'elmetto moderno/contemporaneo, "visiera" è la tesa che si allunga sopra la fronte, dipartendo dal coppo.

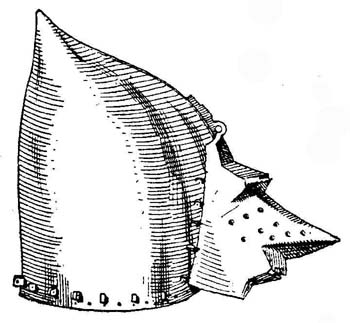
Elmo tipo bacinetto con visiera "klappvisier" della prima metà del XIV secolo
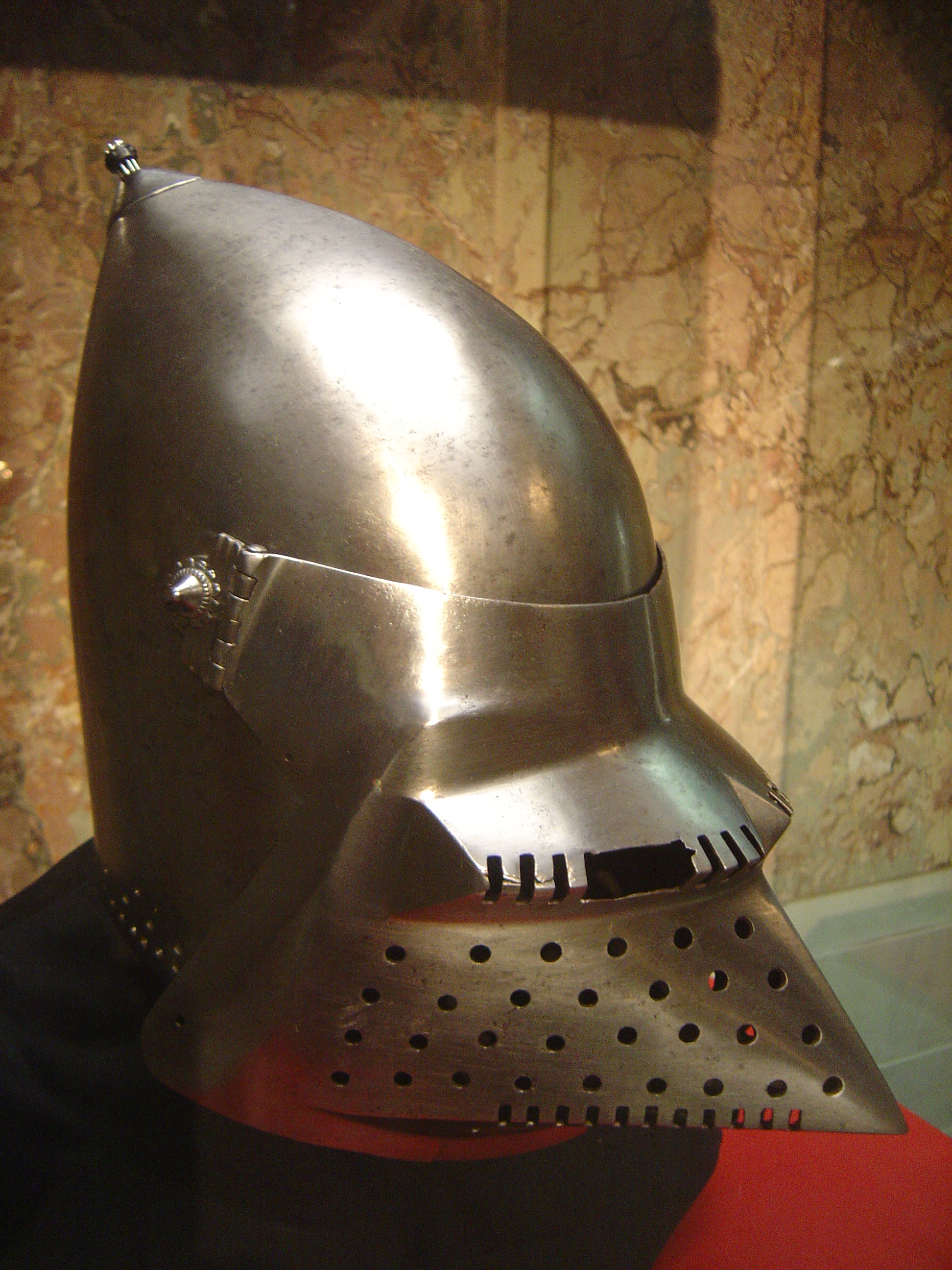
Elmo tipo bacinetto con visiera a due punti d'aggancio
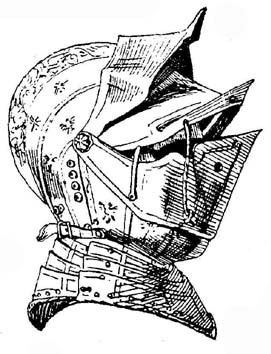
Elmo chiuso del XV secolo con doppia visiera
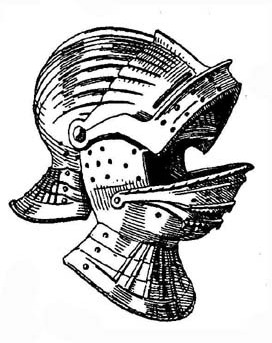
Elmo tipo celata del XV secolo con doppia visiera